# Quintana del Castillo (kommunhuvudort)
Quintana del Castillo är en kommunhuvudort i Spanien.   Den ligger i provinsen Provincia de León och regionen Kastilien och Leon, i den nordvästra delen av landet, 300 km nordväst om huvudstaden Madrid. Quintana del Castillo ligger 1 020 meter över havet och antalet invånare är 1 018. Den ligger vid sjön Pantano de Villameca.
Terrängen runt Quintana del Castillo är platt åt sydost, men åt nordväst är den kuperad. Runt Quintana del Castillo är det glesbefolkat, med 9 invånare per kvadratkilometer. Närmaste större samhälle är Carrizo de la Ribera, 19,9 km öster om Quintana del Castillo. 